# Flammenwerfer 41
Flammenwerfer 41 (FmW 41) – niemiecki plecakowy miotacz ognia z okresu II wojny światowej.

## Opis
Broń opracowana w 1941 roku zastąpiła używane poprzednio zbyt ciężkie miotacze Flammenwerfer 35 oraz nieudane Flammenwerfer 40. Obsługiwany przez jednego żołnierza, miotacz ważył 22 kilogramy i mieścił 7,5 litra mieszanki zapalającej w charakterystycznym poziomym cylindrycznym zbiorniku. Pozwalało to na 10 sekund ciągłego ognia lub oddanie od dwóch do ośmiu krótkich strzałów na odległość 20–30 metrów. Płonąca mieszanina była wyrzucana przez sprężony wodór, mieszczący się w mniejszym trzylitrowym zbiorniku, umieszczonym poziomo nad głównym zbiornikiem. Zapłon był elektryczny. Zbiornik wodoru do pochodni miał objętość 0,45 litra. Produkcja broni trwała do końca II wojny światowej, mimo opracowania kolejnych konstrukcji miotaczy ognia, które nie weszły jednak do produkcji. Konstrukcję miotacza jedynie udoskonalono, tworząc model Flammenwerfer 41 mit Strahlpatrone. Po doświadczeniach mroźnej zimy 1941/42 na froncie wschodnim okazało się, że system zapłonu pochodnią wodorową zawodził, został więc zastąpiony przez zapłon nabojowy. Magazynek mieścił 10 nabojów zapłonowych. To nowe rozwiązanie zapłonu było bardziej niezawodne również w wyższych temperaturach. Pozostałe elementy konstrukcji pozostały bez zmian.
Flammöl 19 – mieszanina zapalająca, w skład której wchodziła benzyna i smoła. Dodatek smoły dzięki zawartości cięższych węglowodorów, wolniej się spalających, powodował zwiększenie zasięgu strzału i wydłużenie czasu palenia.
Miotacz Flammenwerfer 41 był pierwszym, w którego oznaczeniu oficjalnie wprowadzono rok opracowania. Stał się podstawową bronią tej klasy w Wehrmachcie. Od 1942 do 1945 roku wyprodukowano co najmniej 64 tysiące sztuk miotacza; miesięczna produkcja od marca 1944 roku wynosiła 4 tysiące sztuk.  